# Almagreira (Pombal)
Almagreira ist eine Gemeinde (Freguesia) im portugiesischen Kreis Pombal. In ihr leben 2774 Einwohner (Stand 19. April 2021).